# Oaksey
Oaksey est une paroisse civile et un village du Wiltshire, en Angleterre.